# Mokkenburgpolder
De Mokkenburgpolder is een voormalig waterschap in de provincie Groningen.
Het schap lag ten zuiden van de Mokkenburgweg in Noordhorn. Door de aanleg van het Van Starkenborghkanaal is de polder in tweeën geknipt. Het grootste gedeelte ligt aan de ten zuidkant van dit kanaal, ten noorden van de weg Sloep in Zuidhorn. De polder sloeg zijn water uit via een kleine molen, net ten noorden van de spoorweg Groningen-Leeuwarden op de Noorhorner Schipsloot. Deze mondde bij de Peertjestil uit op het Hoendiep.
Waterstaatkundig gezien ligt het gebied sinds 1995 binnen dat van het waterschap Noorderzijlvest.